# Rizzle Kicks
Rizzle Kicks son un dúo de hip hop inglés  de Brighton, conformado por Jordan "Rizzle" Stephens (nacido el 25 de enero de 1992) y Harley "Sylvester" Alexander-Sule (nacido el 23 de noviembre de 1991). Su álbum debut Stereo Typical fue lanzado el 31 de octubre de 2011. En mayo de 2012, Rizzle Kicks ya había vendido un millón de sencillos y más de 600 000 álbumes en el reino unido. Son conocidos por ser fanes del Arsenal F.C.

## Carrera musical

### 2006–11: Formación y comienzos de carrera
En el 2006 Jordan comenzó a atender a unos talleres de rap con la "Brighton-based charity AudioActive", un año más tarde se unió Harley. Juntos atendieron al proyecto de la fundación de hip hop AudioActive y Jordan continuó atendiendo a los talleres y presentaciones hasta el año 2010. Jordan es citado diciendo que ese trabajo ayudó al dúo "pulió nuestras habilidades y construyó una pasión hacia la carrera en la que estamos ahora!... AudioActive nos trajo muchas cosas buenas y sin ellos no estaríamos acá!".
Jordan y Harley atendieron juntos al Brit School donde Jordan estudió Medios de comunicación y harley estudió teatro. Jordan estaba en el proceso de realización de su mezcla Jordan Minor Breaches of Discipline  en la cual rapeó sobre muestras de algunos de sus artistas favoritos (Gorillaz, Lily Allen, Arctic Monkeys) y le pidió a Harley que cantara sobre algunas de sus pistas.  cuando se dieron cuenta de que también sus estilo de música combinaban, formaron Rizzle Kicks en 2008. El nombre se deriva de 'Green Rizla', un apodo dado a stephen por un compañero después de un equipo del mismo nombre del colegio al que el atendió en ese tiempo. Ese apodo evolucionó en 'Rizzle' y el dúo decidió añadirle el sufijo 'kicks' debido a su pasión compartida por el fútbol.
Como un grupo recién formado, se apuraron para recibir el reconocimiento de productores locales, perfeccionaron su sonido, y crearon varios "demos de dormitorio", tres de los cuales terminaron saliendo en su álbum debut. Prontamente comenzaron a recibir reconocimiento en la web; blogeando en su sitio web "Your Daily Kicks" y también publicando videos a en su canal de YouTube.[5] los videos fueron codirigidos por el dúo y realizadas por Toby Lockerbie, un fotógrafo de bodas que conocieron en una fiesta a la que asistieron. Un video fue realizado para un demo de "Trumpets" en verano del 2010, seguido de cerca por el video para "Miss Cigarette". Durante ese tiempo, ellos terminaron sus clases en la universidad y Harley entró a trabajar como profesor asistente de teatro, mientras Jordan trabajaba cocinando hamburguesas en el estadio Corals Greyhound en Hove.
Sus videos de YouTube llamaron la atención de varios sellos discográficos ay en noviembre de 2010, firmaron contrato con Island Records, que hace parte de Universal Music. Ellos continuaron trabajando en su álbum debut y trabajaron con varios productores dentro de los cuales se ingluyen Ant Whiting, Norman Cook, The Rural, Futurecut y Craigie Dodds.

### 2011–12:Stereo Typicaly su éxito comercial

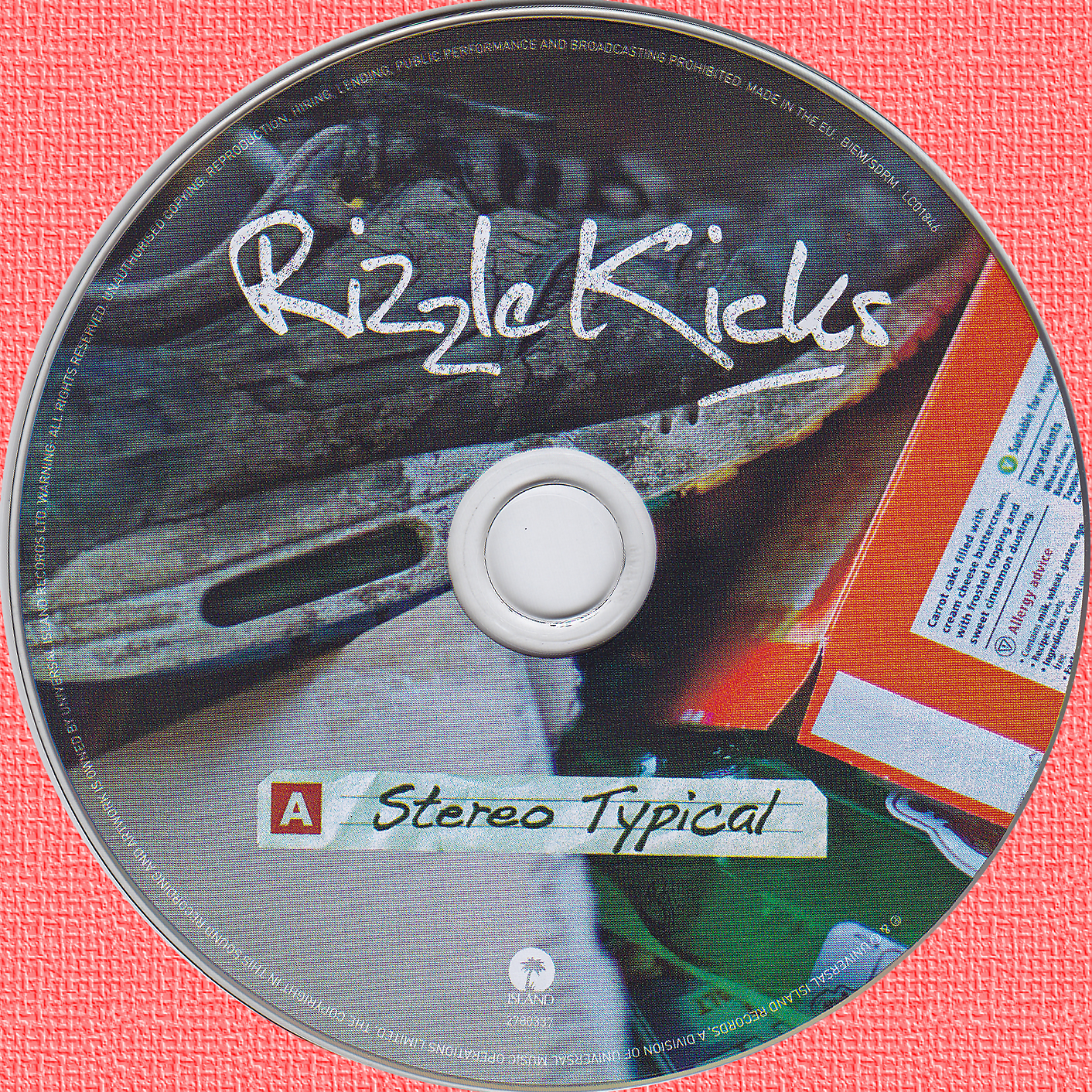
Stereo Typical

En junio de 2011, el dúo lazó su sencillo promocional, "Prophet (Better Watch It)" acompañado por un video stop motion  realizado con 960 imágenes fijas. La pista fue inicialmente ofrecida como de libre descarga, antes de ser lanzada en iTunes. En julio de 2011" En verano, Rizzle Kicks participó en algunos festivales; apoyaron a Dizzee Rascal en el  Ibiza/Mallorca Rocks en junio y fueron invitados de nuevo para que apoyaran a la banda The Streets. También fueron quienes encabezaron el BBC Introducing, participaron en el Reading and Leeds en el 2011 después de haber tocado en el Radio 1's Big Weekend en mayo.
Su primer sencillo oficial, "Down With the Trumpets", fue lanzado el 12 de junio de 2011. Este sencillo entró en el UK Singles Chart en la posición #84 y eventualmente lograron llegar a la cima cuando alcanzaron el puesto #8 en septiembre del 2011, obteniendo una certificación oro. El sencillo estuvo un total de 13 semanas en el top 40. El 23 de octubre, lanzaron su segundo sencillo oficial "When I Was a Youngster" el cual alcanzó la posición #8. Su álbum debut Stereo Typical fue lanzado una semana después el 31 de octubre de 2011, entrando al top de posición #9, y luego alcanzando la posición  #5; fue certificado además como platino en mayo de 2012. Su tercer sencillo "Mama Do the Hump", que fue producido por Norman Cook, fue lanzado el 16 de diciembre, alcanzando eventualmente la posición #2 y siendo certificado como platino. El video "lo-fi" (Baja fidelidad) que produjeron contiene una breve aparición de James Corden. Su sencillo generó un baile popular conocido como 'The Hump' el cual se encontró infiltrado en fiestas alrededor de todo el Reino Unido y generó muchos videos de YouTube de los admiradores de la banda.
El dúo apareció en "Heart Skips a Beat" por Olly Murs, el cual fue lanzado el 21 de agosto de 2011, entrando en el listado de #1 el 28 de agosto de 2011. Ellos han grabado re mezclas de artistas como Ed Sheeran,  Jessie J, Foster the People y Olly Murs. Hicieron un video mezcla para su cercano amigoEd Sheeranen el cual utilizaron canciones como "You Need Me, I Don't Need You" en el cual participa Ed y fue filmado en el patio trasero de la banda en una sola toma.

### 2012: Touring

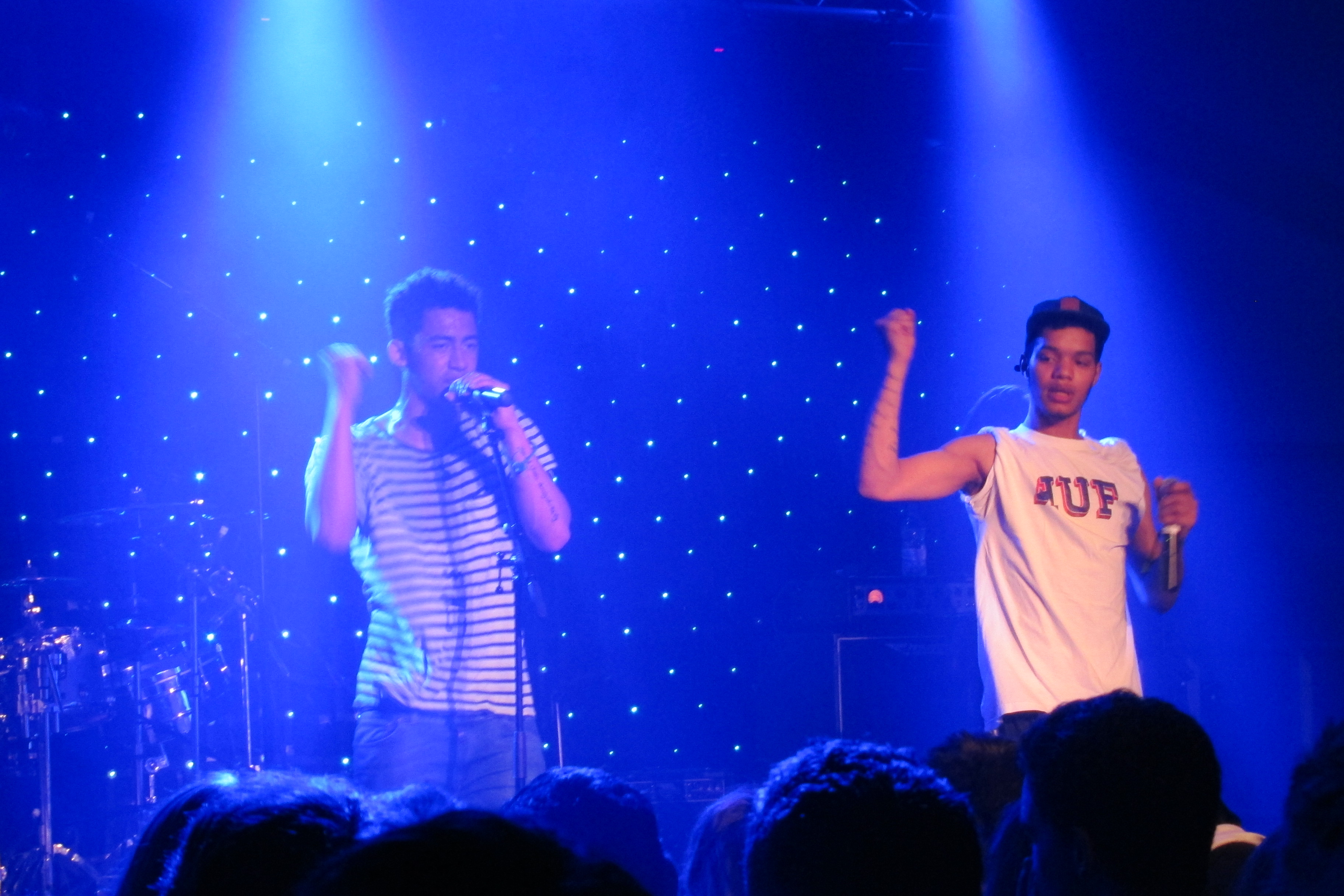
Rizzle Kicks en concierto en el Jesus College May Ball, 2012

Rizzle Kicks realizó su primera gira musical entre marzo y mayo de 2012, con boletería agotada, que incluyó dos noches en el Shepherds Bush Empire de Londres. Su segundo gira se realizó en invierno del 2012; dieron 26 presentaciones alrededor del Reino Unido incluyendo el O2 Academy Brixton y el Roundhouse en Londres. El set en vivo consta de una banda que incluye un guitarrista, baterista, bajista, trompetista con Harley en la segunda guitarra en algunas canciones. Sus shows son caracterizados por una gran abundancia de energía, baile y de sostenes lanzados al escenario por mujeres de la audiencia. A lo largo del verano del 2012, rizzle kicks participó en grandes festivales alrededor del Reino Unido dentro de los cuales se encuentran Wakestock, T in the Park, Wireless Festival, T4 on the Beach Bestival y el V Festival. En julio realizaron una serie de presentaciones por las costas sureñas del Reino Unido como parte de los relevos de la antorcha Olímpica y la cargaron apresuradamente. En mayo y a finales de octubre de 2012 se embarcaron en pequeñas giras alrededor de Europa que también realizaron en Australia para el festival de Park Life a comienzos de octubre.

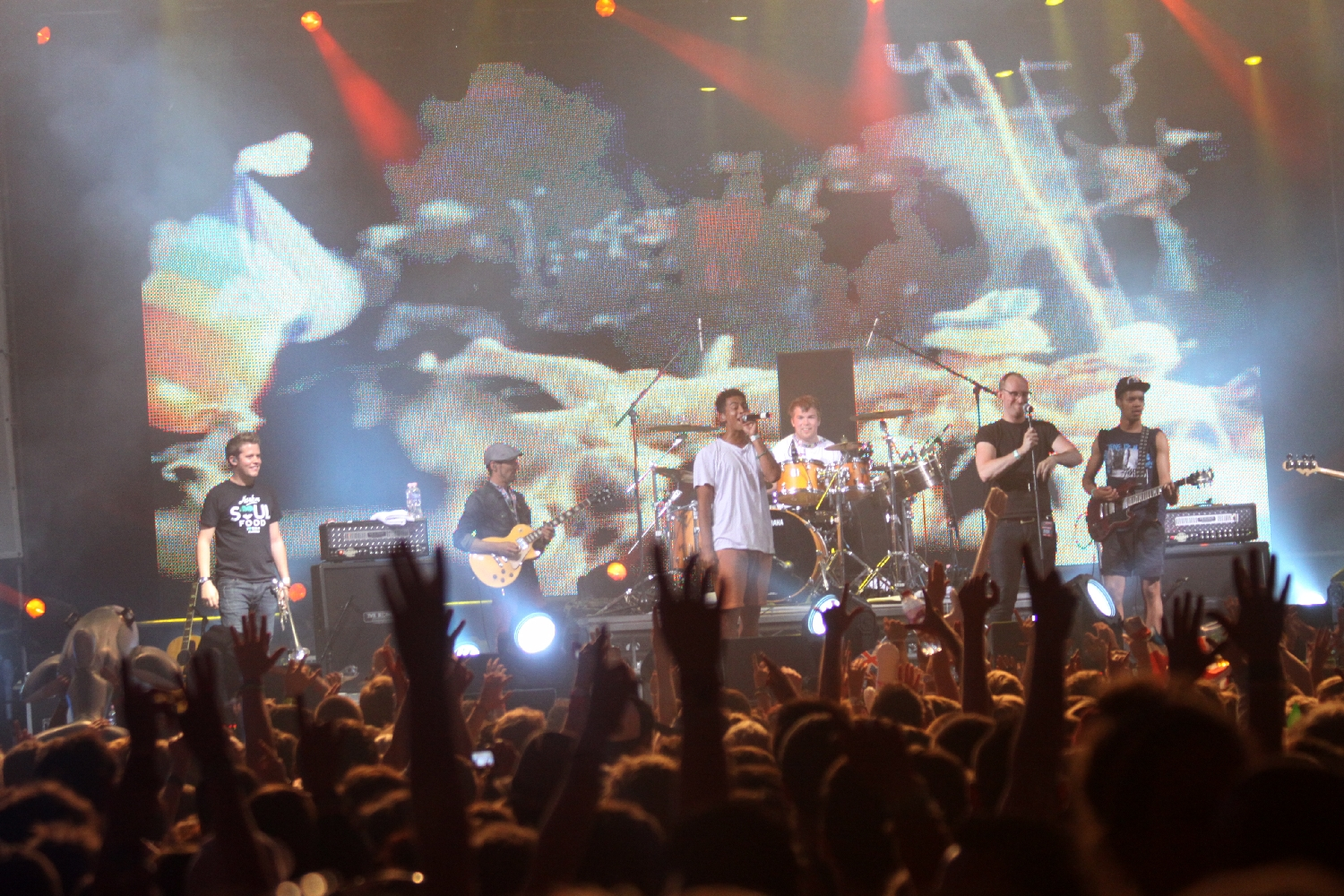
Concierto 2012

En diciembre de 2012 fue anunciado que tocarían en el Royal Albert Hall en marzo con Labrinth como parte de los conciertos dados por el Teenage Cancer Trust, una fundación de caridad de la cual ellos han sido seguidores durante un largo tiempo.

### 2013–presente:Roaring 20s
Rizzle Kicks trabajó en su próximo álbum junto con Norman Cook, Ant Whiting y su nuevo colaborador Pharrell Williams, cuya pista no apareció en el álbum.  mientras que también trabajaba en una comedia que ellos habían coescrito y en la que esperaban ser las estrellas.
Se embarcaron en un tour por Norteamérica entre enero y febrero de 2013 apoyando a Ed Sheeran y a Foy Vance.
En junio de 2012 rizzle kicks anunció que su nuevo álbum titulado Roaring 20s sería lanzado el 2 de septiembre de 2013. En junio tocaron el "BBC Introducing" en el Glastonbury Festival.
El 4 de diciembre de 2013, Rizzle Kicks subió una nueva canción, "Happy That You're Here", a su canal de YouTube.
El 9 de mayo de 2014, Rizzle Kicks fueron quienes encabezaron el Ball en la universidad de Aberystwyth.
El 2 de abril del 2014 fue revelado que Harley audicionó para ser la estrella en E4 drama series Glue. En abril, Jordan Stephens (acreditado como Rizzle Kicks) rapeó un verso en el remix de la pista grime "German Whip" por Meridian Dan, en el cual también participó Skepta, Bossman Birdie y Professor Green.

## Discografía
- Stereo Typical (2011)
- Roaring 20s (2013)